# Сурчин (община)
Община Сурчин (на сръбски: Општина Сурчин) е част от Белградски окръг. Формирана е през 2004 година при разделянето на Община Земун. Заема площ от 285 км2. Административен център е гр. Сурчин. На територията на общината се намира Белградското международно летище „Никола Тесла“.

## Население
Населението на общината възлиза на 38 695 души (2002).
Етнически състав:
- сърби – 34 056 души (88,01%)
- словаци – 1417 души (3,66%)
- цигани – 922 души (2,38%)
- хървати – 460 души (1,19%)
- други – 1840 души (4,67%)

## Селища
- Бечмен
- Болевци
- Добановци
- Яково
- Петрович
- Прогар
- Сурчин